# الدوري الإنجليزي الممتاز للسيدات 2013
الدوري الإنجليزي الممتاز للسيدات 2013 (بالإنجليزية: 2013 FA WSL)‏ هو الموسم 3 من الدوري الإنجليزي الممتاز للسيدات. أقيم خلال الفترة 14 أبريل 2013 وحتى 29 سبتمبر 2013، وأشرف على تنظيمه الاتحاد الإنجليزي لكرة القدم، وكان عدد الأندية المشاركة فيه 8، وفاز فيه نادي ليفربول لكرة القدم للسيدات.